# پیترو سرمونتی
پیترو سرمونتی (ایتالیایی: Pietro Sermonti؛ زادهٔ ۲۵ اکتبر ۱۹۷۱) بازیگر اهل ایتالیا است.
از فیلم‌ها یا مجموعه‌های تلویزیونی که وی در آن‌ها نقش داشته است، می‌توان به افسران پلیس، یک پزشک در خانواده و عشق یک جادوگر اشاره نمود.